# Beatrix Portugalská (1430–1506)
Beatrix Portugalská (13. června 1430 – 30. září 1506) byla vévodkyně z Viseu a Beja, štědrá donátorka dramatika Gila Vicenteho a zakladatelka františkánského kláštera v Beja.

## Život
Narodila se jako dcera portugalského infanta Jana a Isabely, dcery Alfonse, vévody z Braganzy. Roku 1447 byla v Alcáçovas provdána za svého bratrance a vrstevníka Ferdinanda, syna krále Eduarda I. Manželství bylo mimořádně plodné. Roku 1470 Beatrix ovdověla. Během svého života byla politicky velmi aktivní, dokonce zastávala funkci guvernéra Kristova řádu. Zemřela jako stařenka ve věku 76 let a byla pohřbena vedle svého manžela v klášteře v Beja.